# Storžič
Storžič (včasih tudi Storžec) je s svojimi 2132 metri najvišja gora v zahodnem delu Kamniško-Savinjskih Alp. Vrh je od vsepovsod videti kot lepo oblikovan stožec, po katerem je gora tudi dobila ime. Na vršnem pobočju se proti jugu spuščajo travnate strmali, medtem ko ga nižje pokriva gozd. Proti zahodu se niža v ozkem in dolgem grebenu, imenovanem Psica, do prelaza Mala Poljana (1325 m). Na severu pada s stenami in žlebovi v dolino Lomščice, proti vzhodu pa se s krajšim skalnim grebenom navezuje na Bašeljski vrh (1744 m). Od osrednjega gorstva ga loči dolina Kokre. Zaradi svoje lege in izrazitosti so se zanj že zelo zgodaj zanimali številni naravoslovci, med drugim Scopoli in Wulfen.

## Izhodišča
- Bašelj (Preddvor)
- Gozd (Tržič)
- Lom pod Storžičem (Tržič)
- Preddvor
- Spodnje Jezersko (Jezersko)
- Trstenik (Kranj)

## Vzponi na vrh
- 4h: od Doma pod Storžičem (1123 m), mimo Male Poljane in čez Psico
- 3½h: od Doma pod Storžičem (1123 m), čez Škarjeve peči - Škarjev rob
- 3h: od Doma pod Storžičem (1123 m), skozi Žrelo, po Transverzali
- 1¾h: od Planinskega doma na Kališču (1534 m), po Transverzali
- 4½h: od Zavetišča v Gozdu (891 m), mimo Male Poljane
- 4½h: s Spodnjega Jezerskega, čez Bašeljski vrh
- 3½h: s Trstenika, mimo Velike Poljane ali Javornika
- 3h: iz Bašlja, mimo Koče nad Malo Pečjo ter po grebenu do vrha po nemarkirani poti

## Razgled
Zaradi višine in lege je Storžič med najbolj razglednimi vrhovi v Kamniško-Savinjskih Alpah. Proti jugu seže pogled čez Ljubljansko kotlino na Krim, Javornike, Snežnik, Nanos in Škofjeloško hribovje. Na zahodu imamo celotni vzhodni del Julijskih Alp s Triglavom na čelu. Na severu so bližnje Karavanke s Stolom, Begunjščico, Košuto, na vzhodu pa se iznad doline Kokre dviga ostenje Kočne z Grintovcem, ki se preko Kokrskega sedla navezuje na Kalški greben s Krvavcem.